# 山形県立山形北高等学校
山形県立山形北高等学校（やまがたけんりつ やまがたきたこうとうがっこう、Yamagata Prefectural Yamagata North High School）は、山形県山形市緑町二丁目にある県立の高等学校。

## 概要
歴史
1928年（昭和3年）創立の「山形県立山形第二高等女学校」を前身とする。1948年（昭和23年）の学制改革により、新制高等学校となった。統合・分離を経て現校名になったのは1952年（昭和27年）。1965年（昭和40年）に音楽科が設置され、現在に至る。男女共学であるが、前身が高等女学校であったこともあり、普通科は実質女子のみとなっている。なお音楽科には男子が数名在籍している。2013年（平成25年）に創立85周年を迎えた。
設置課程・学科
全日制課程 2学科
- 普通科
- 音楽科（1学年につき1学級）

校歌
作詞は齋藤茂吉、作曲者は堀内敬三による。
制服
女子の冬服はブレザー、夏服はセーラー服。2004年（平成16年）以前は、6月と9月のみに着用するベストが中間服として存在したが、校則が改正され、中間服の代わりに長袖の夏服が登場した。また以前はホワイトソックス以外着用禁止であったが、この改正に伴い、紺色のハイソックスの着用が許可された。
進路
ほとんどの生徒が四年制大学をはじめとする上級学校への進学を目指している。

## 沿革
高等女学校時代
- 1928年（昭和3年）4月1日 - 「山形県立山形第二高等女学校」が開校[1]。
- 1930年（昭和5年）3月 - 校歌を制定。作詞は斎藤茂吉、作曲は堀内敬三作曲による。
- 1944年（昭和19年）- 勤労動員が開始。
- 1945年（昭和20年）
  - 4月1日 - 学校での授業を停止。ただし勤労動員は継続。
  - 8月 - 終戦。
  - 9月 - 授業を再開。
- 1946年（昭和21年）4月1日 - 修業年限が5年となる（ただし4年修了時点で卒業することもできた）。
- 1947年（昭和22年）4月1日 - 学制改革（六・三制の実施）が行われる。
  - 高等女学校の募集を停止。
  - 新制中学校を併設し（以下・併設中学校）、高等女学校1・2年修了者を新制中学校2・3年生として収容。
  - 併設中学校は経過措置としてあくまで暫定的に設置されたため、新たに生徒募集は行われず、在校生が2・3年生のみの中学校であった。
  - 高等女学校3・4年修了者はそのまま在籍し、4・5年生となった（ただし4年修了時点で卒業することもできた）。

新制高等学校
- 1948年（昭和23年）
  - 4月1日 - 学制改革（六・三・三制の実施）により、高等女学校は廃止され、新制高等学校「山形県立山形第五高等学校[2]」（女子校）が発足。
    - 高等女学校卒業者（5年修了者）を新制高校3年生、高等女学校4年修了者を新制高校2年生、併設中学校卒業者（3年修了者）を新制高校1年生として収容。
    - 併設中学校を継承し（名称:山形県立山形第五高等学校併設中学校）、在校生が1946年（昭和21年）に高等女学校へ最後に入学した3年生のみとなる。
    - 旧・第一高等学校（旧制中学校）校舎を「東校舎」、旧・第五高等学校（高等女学校）校舎を「西校舎」とする。
    - 通常制普通課程と家庭課程（修業年限3年）を設置。

  - 5月 - 定時制普通課程（夜間）を併置。
- 1949年（昭和24年）
  - 3月 - 山形県立養護教諭養成所を併設。
  - 3月31日 - 併設中学校を廃止。
- 1950年（昭和25年）4月1日 - 高校三原則に基づく高校再編により、山形県立山形第一高等学校と統合され、「山形県立山形東高等学校」が発足。
  - 旧・第一高等学校（旧制中学校）校舎を「東校舎」、旧・第五高等学校（高等女学校）校舎を「西校舎」とする。
  - 男女共学を開始。
- 1952年（昭和27年）
  - 4月 - 統合が解消され、「山形県立山形北高等学校」として独立。
  - 9月 - 校章を制定。
- 1961年（昭和36年）3月31日 - 家庭課程を廃止。
- 1963年（昭和38年）11月 - 山形大学教育学部跡に移転。
- 1965年（昭和40年）4月1日 - 音楽科を設置。
- 1967年（昭和42年）5月 - 体育館が完成。
- 1972年（昭和47年）5月 - 音楽棟が完成。
- 1982年（昭和57年）3月 - 新昇降口が完成。
- 1986年（昭和61年）10月 - 弓道場が完成。
- 1988年（昭和63年）
  - 6月 - 多目的教室が完成。
  - 9月 - 北高史料館が開館。
- 1998年（平成10年）8月 - 「第二高女歌碑」除幕式を挙行。
- 1999年（平成11年）
  - 6月 - 新音楽棟が完成。
  - 11月 - 第二特別教室棟の改修が完了。
- 2007年（平成19年）3月 - 新体育館が完成。

## 音楽科
入学試験
音楽科の推薦入学試験での実施項目は、グループ面接、新曲視唱、専攻楽器演奏となる。一般入学試験では、筆記試験（5教科）を第1日目に行い、実技試験を第2日目に行う。実技試験内容は、推薦入学試験の内容に同じ。聴音や新曲の内容は、比較的難易度を抑えている。また、音楽理論や和声学のような試験は入試では実施されていない。
設備
音楽科は2006年度で40周年を迎え、酒田での定期演奏会をすることができた。また、音楽棟の設備もレッスン室（全室ピアノ付き）や練習室、小規模ではあるが本格的なホールなどが整っており、音楽を勉強するための環境が整備されている。ホールにはヤマハのコンサートグランドピアノの他に、ピアノ製造御三家、世界三大ピアノとして知られる3台のうちの2台、スタインウェイ（88鍵）、ベーゼンドルファー（97鍵、モデル290）が揃っている。
教育課程
音楽に関する授業内容は、音楽理論や楽典、演奏法などの筆記的な物や、合奏（合唱）や重奏（重唱）、ソルフェージュなど実技的な物などがある。また授業時間内に、講師によるレッスンが確保されている。ピアノ、声楽は全員必修であり、試験も行われる。音楽以外の授業は普通科に比べ少なく、内容も比較的少なめになっている。
演奏会
毎年春（近年は6月第1週の火曜日）には、山形にて定期演奏会が開かれる。内容は、第1部で独奏（独唱）や重奏（重唱）、第2,3部では、女声合唱や管弦楽の演奏が行われる。最近は、山形テルサで開催されている（それまでは山形県県民会館）。
また、年に数回、各学年ごとの小規模なコンサートが開かれており、学校のホールや公共施設等で開催する。入場無料。
部活動
音楽科生の部活動所属は認められているが、必ずしも吹奏楽部、音楽部等の音楽系の部活動に所属しているとは限らない。

## 部活動
運動部
- ソフトテニス部
- 卓球部
- バドミントン部
- バスケットボール部
- バレーボール部
- 陸上競技部
- 新体操部
- 弓道部
- なぎなた部
- ソフトボール部

文化部
- 語学文芸部
- 音楽部
- 美術部
- 書道部
- ライフアート部
- 演劇部
- 写真部
- マンドリン部
- 放送部
- 華道部
- 茶道部
- チアリーダー部

2004年（平成16年）から2012年（平成24年）まで、全日本チアダンス選手権大会の「ポンポン」高校生部門・ラージ編成において、9連覇を遂げている。その内、5連覇目の2008年には全部門での最優秀である、「グランプリ」を受賞している。
- 吹奏楽部
- JRC（同好会）

## 年中行事
- 4月
  - 入学式・対面式（部活動紹介）
このとき、いくつかの部活がパフォーマンスをするのだが部活とは関係のないコントのようなものも多く、笑いをとるのが多い。
  - ソロとアンサンブルによる演奏会（音楽科）
第3学年の演奏会として開かれているが、実際のところ試験的な内容も含まれている。6月の定期演奏会第1部の出演者を決めるためである。
- 5月
  - 生徒会総会
- 6月
  - 定期演奏会（音楽科）
- 7月
  - 校内合唱コンクール
  - 波乗り・球技大会
波乗りとは北高の伝統行事である。球技は毎回アンケートにより決められる。
- 8月
  - 北高祭
1日目は一般公開はされず、これまでは男装・仮装コンテスト等が行われてきた。2日目は一般公開。また、音楽科第1学年は毎年、小規模なコンサートをホールにて開催している。
- 9月
  - だるま目入れ式
  - 立会演説会
  - 生徒会役員選挙
- 10月
  - 生徒総会
- 11月
  - 修学旅行
- 2月
  - 卒業式準備

## 著名な出身者
- 小串俊寿 - サクソフォーン奏者、東京音楽大学教授、昭和音楽大学客員教授、東京シンフォニエッタメンバー。
- 庄司七瀬 - 新体操選手、全国高等学校総合体育大会体操競技・新体操大会女子個人3連覇
- 三澤樹知 - 新体操選手、北京オリンピック日本代表
- 吉田晴美 - 衆議院議員、元法務大臣秘書官

## 交通アクセス
- JR東日本「山形駅」、「北山形駅」より徒歩30分。
- 山交バスで『千歳公園行』『沼の辺行』『大学病院行』で『北高前』下車。
- 山交バス『市役所』を経由バスで『市役所前』下車。徒歩15分。